# Константинос Димидис
Константинос Димидис (на гръцки: Κωνσταντίνος Δημίδης) е гръцки революционер, участник в Гръцката война за независимост и печатар.

## Биография
Роден е в края на XVIII век в южния македонски град Гревена. Млад се установява в малоазийското градче Кидониес, където работи. Там става тюфечия. През 1818 година се мести в Париж заедно с Константинос Томбрас и учи печатарство при Фирмен Дидо. Завръща са в Кидониес в 1919 година и заедно с Константинос Томбрас основава печатница. През юни 1821 година, поради избухването на Гръцката революция Кидониес е изгорен от османците. Димидис се установява на остров Псара и там основава първата импровизирана печатница на въстаналите гърци. В 1824 година Димидис печата прокламации и морски дипломи, като възнамерява да започне публикуването и на вестник, за което британският филелин полковник Лестър Станхоуп изпраща една литографска преса. Завладяването на Псара от османците през юни 1824 година осуетява плановете му. В периода 1827 - 1828 година работи в печатницата на Хидра на италианеца Джузепе Киапи, която издава вестника „Филос ту Ному“. По-късно Димидис се озовава в Навплио, където отново с Томбрас основава първата частна печатница. В нея в 1828 година отпечатва „Аритметика“ на Дионисиос Пирос и „Резюме на Евангелието“ на Неофитос Никитопулос. След това работи с Емануил Антониадис, с когото печата вестник „Иос“ (1830 - 1831) и „Атина“ (1832 - 1833). С Антониадис построява печатница и купува печатарски букви. След напускането на Антониадис, Димидис се установява в Ермуполи на Сирос. В Ермополи работи с Георгиос Мелистагис и през 1833 г. издалва циркулярно писмо. До 1836 г. издават 10 заглавия. В 1836 година напуска Сирос. В 1843 година постъпва в Кралската печатница в Атина, където работи до смъртта си в 1869 година.